# Erich Hoppmann
Erich Hoppmann (* 31. Dezember 1923 in Gelsenkirchen; † 29. August 2007 in Marburg) war ein deutscher Wirtschaftswissenschaftler.
1952 promovierte er an der Rechts- und Staatswissenschaftlichen Fakultät der Universität Würzburg mit einer Dissertation über Die Handelsspanne als volkswirtschaftliches Problem. Als Schüler von Erich Carell habilitierte er sich 1955 mit einer Arbeit über Die Periodenanalyse als Theorie der volkswirtschaftlichen Dynamik. Über Nürnberg (1960), Nürnberg-Erlangen (1961/1962) und Marburg (1962–1968) kam er nach Freiburg, wo er 1968 die Nachfolge von Friedrich August von Hayek antrat und bis zu seiner Emeritierung 1989 das Fach Wirtschaftspolitik lehrte und das Institut für Allgemeine Wirtschaftsforschung leitete. Bis 1996 nahm er noch Lehraufträge an den Universitäten Bayreuth, Dresden und Jena wahr.
In der Forschung hat sich Hoppmann vorwiegend mit Fragen des Wettbewerbs und der Analyse von Ordnungssystemen beschäftigt, so insbesondere mit der neoklassischen Preis- und Allokationstheorie sowie dem von John Maurice Clark entwickelten Konzept des funktionsfähigen Wettbewerbs (englisch Workable Competition). Gleichzeitig griff er in aktuelle wettbewerbspolitische Diskussionen ein, etwa zur Fusionskontrolle und zur Novellierung des Kartellgesetzes. Seine ordnungspolitischen Vorstellungen waren insbesondere von Hayek geprägt. Beide sahen den Markt als komplexes Phänomen, dessen Ergebnisse prinzipiell unvorhersagbar sind. Aus diesem Grund lehnt Hoppmann staatliche Eingriffe, die auf einem Effizienz-orientierten Ansatz basieren, ab.
Er war auch Direktor des Walter Eucken Instituts in Freiburg und Herausgeber der Zeitschrift ORDO.
Erich Hoppmann war Träger der Friedrich A. von Hayek-Medaille 1999. Die Rechtswissenschaftliche Fakultät der Eberhard-Karls-Universität Tübingen hatte 1993 Hoppmann den Dr. jur. h. c. verliehen.